# Jakob Sundberg
Jakob Alexander Sundberg (* 1. Oktober 1989) ist ein dänischer Fußballschiedsrichter. Seit der Saison 2019/20 leitet er Spiele der Superligaen und seht seit 2022 auf der FIFA-Liste.

## Karriere

### National
Sein Debüt in Dänemarks höchster Spielklasse gab Sundberg im Juli 2019 bei der Begegnung zwischen Hobro IK und Randers FC. Als Höhepunkt seiner nationalen Schiedsrichterlaufbahn kann die Leitung des Pokalfinales 2023 zwischen Aalborg BK und dem FC Kopenhagen gelten (Endstand 0:1). 2022 wurde er zudem als Dänemarks Schiedsrichter des Jahres gekürt.

### International
Zum Jahresbeginn 2022 meldete ihn der dänische Fußballverband für die FIFA-Liste, was ihn zur Leitung internationaler Partien berechtigt. Sein offizielles Debüt auf diesem Parkett gab er im Juni des gleichen Jahres in der U-21-EM-Qualifikationspartie zwischen Belarus und Zypern. Sein erstes internationales Herrenspiel pfiff er einen Monat später in der 2. Qualifikationsrunde der UEFA Conference League bei der Begegnung zwischen Puskás Akadémia FC und Vitória Guimarães. Bei der U-17-Fußball-Europameisterschaft 2024 leitete er drei Spiele, darunter ein Viertelfinale.
Zusätzlich verzeichnet Sundbergs Einsatzstatistik Spielleitungen in der zyprischen Liga und Pokal.

### Kontroversen
Anfang 2025 wurde Sundberg als Video-Assistent in der türkischen Süper Lig eingesetzt. Nachdem er in der Begegnung zwischen Galatasaray Istanbul und Adana Demirspor einen von Feldschiedsrichter Oğuzhan Çakır fälschlicherweise verhängten Strafstoß nach einer Schwalbe von Dries Mertens nicht korrigiert hatte, verließen die Spieler von Demirspor aus Protest das Feld und das Spiel wurde abgebrochen. In der Folge endete Sundbergs Engagement mit dem türkischen Fußballverband vorzeitig.

## Persönliches
Sundberg erwarb von 2008 bis 2015 zunächst einen Bachelor in Internationaler Betriebswirtschaftslehre und Politik sowie im Anschluss einen Master in Personalwirtschaft und Organisation von der Copenhagen Business School. Neben seiner Schiedsrichtertätigkeit arbeitete er zunächst für die Fraktion der Liberal Alliance im dänischen Parlament. Von 2018 bis 2019 war er Assistent von Mette Bock während ihrer Amtszeit als Kultur- und Kirchenministerin. Nach Bocks Ausscheiden aus dem Amt, kehrte Sundberg zur LA-Fraktion zurück und fungiert dort mittlerweile als Organisationschef.
Sundberg lebt in Kopenhagen.